# Brumov
Brumov (německy Brumow) je obec v okrese Brno-venkov v Jihomoravském kraji. Rozkládá se v Hornosvratecké vrchovině, v přírodním parku Svratecká hornatina, přibližně 13 kilometrů severně od Tišnova, v katastrálním území Brumov u Lomnice. Žije zde 256 obyvatel.

## Historie
První písemná zmínka o obci pochází z roku 1390.

## Obyvatelstvo
| Rok            | 1869 | 1880 | 1890 | 1900 | 1910 | 1921 | 1930 | 1950 | 1961 | 1970 | 1980 | 1991 | 2001 | 2011 | 2021 |
| -------------- | ---- | ---- | ---- | ---- | ---- | ---- | ---- | ---- | ---- | ---- | ---- | ---- | ---- | ---- | ---- |
| Počet obyvatel | 325  | 316  | 313  | 302  | 296  | 290  | 310  | 267  | 294  | 300  | 270  | 249  | 236  | 241  | 250  |
| Počet domů     | 43   | 50   | 51   | 53   | 55   | 54   | 55   | 67   | 68   | 67   | 62   | 83   | 88   | 94   | 105  |

Vývoj počtu obyvatel

## Společenský život
Samospráva obce od roku 2016 vyvěšuje 5. července moravskou vlajku.

## Pamětihodnosti
- Kaple Nanebevzetí Panny Marie (1921–1923)
- Mramorový kříž u kaple (1893)
- Mramorový kříž u cesty do Černovic (1904)
- Mramorový kříž u cesty do Černovic (1909)
- Kříž z černého kamene v dolní části obce (1950)
- Mramorový kříž u zemědělského družstva (nedatováno)
- Dřevěný kříž u cesty do Osik (1956, rekonstrukce 1999 a 2019)

## Galerie

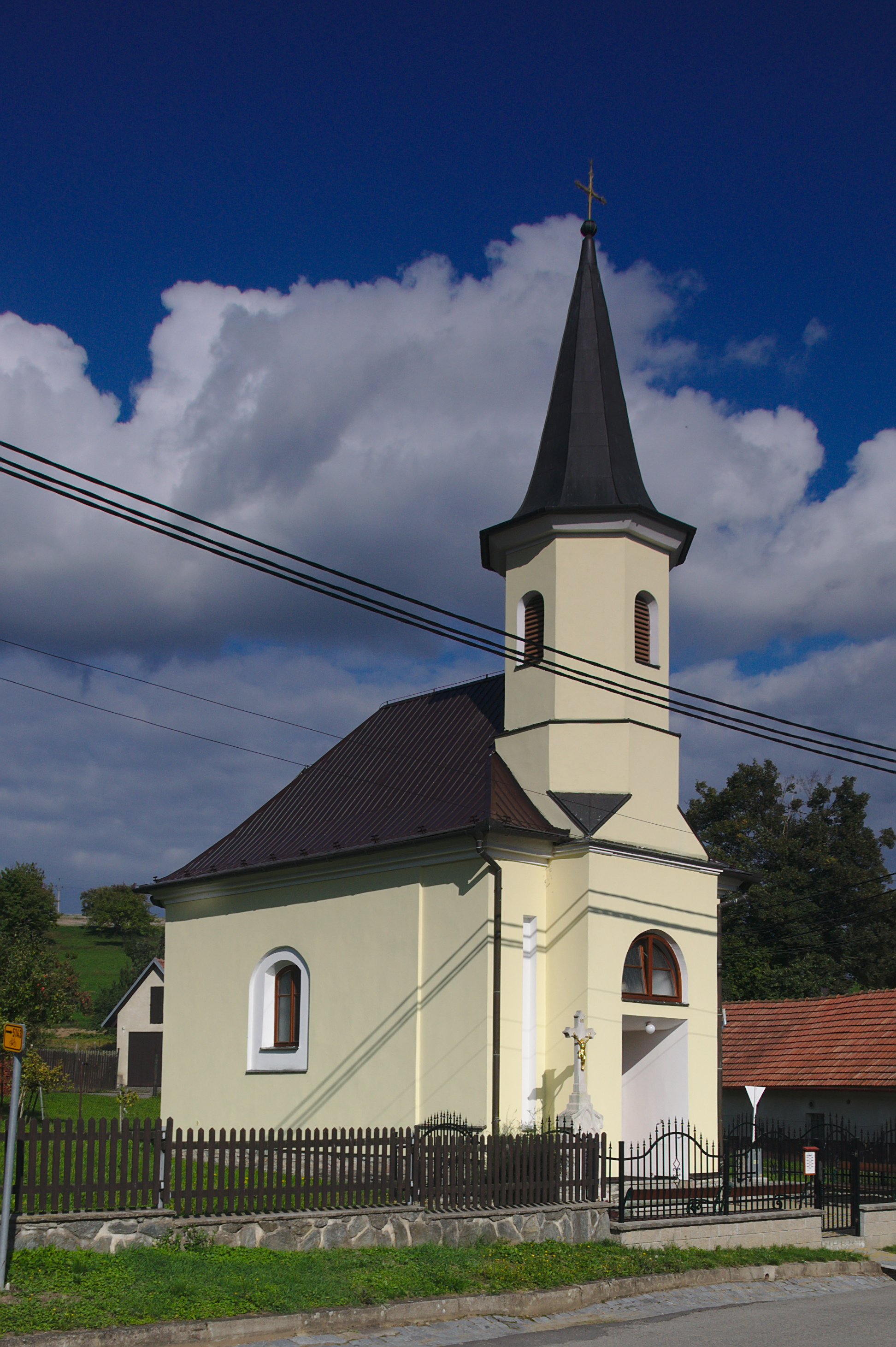
Kaple Nanebevzetí Panny Marie
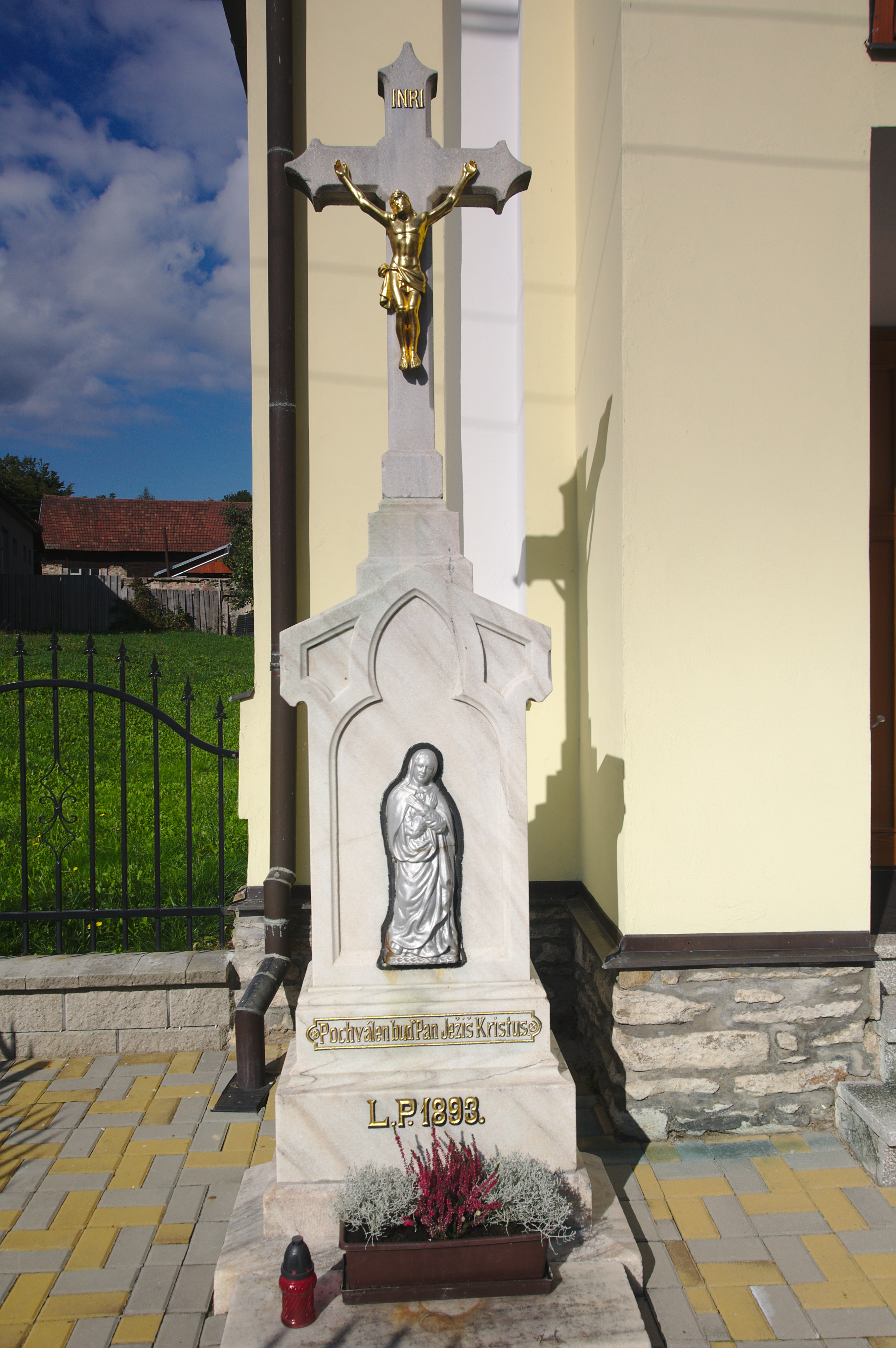
Kříž před kaplí
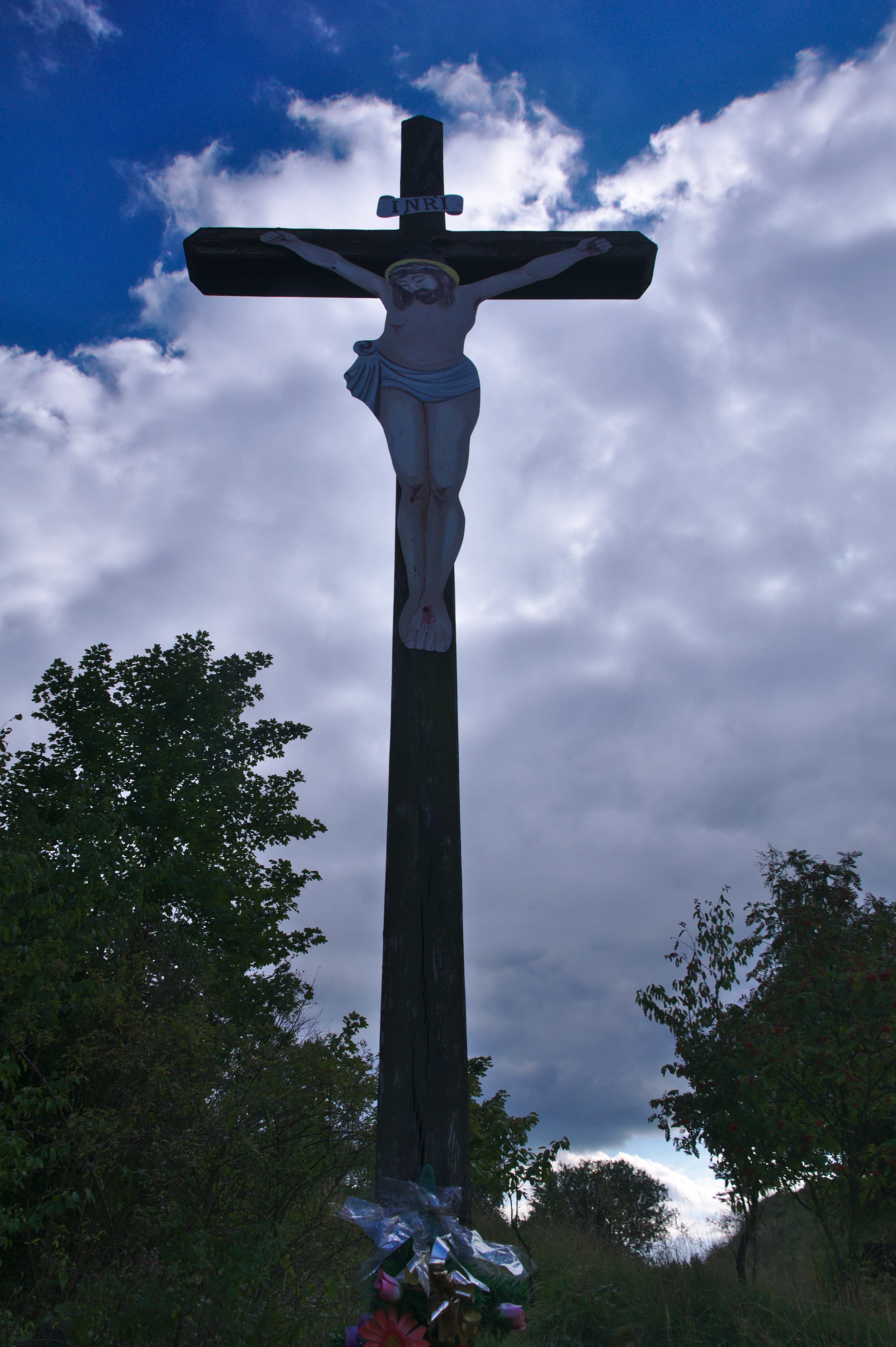
Kříž u silnice na Osiky
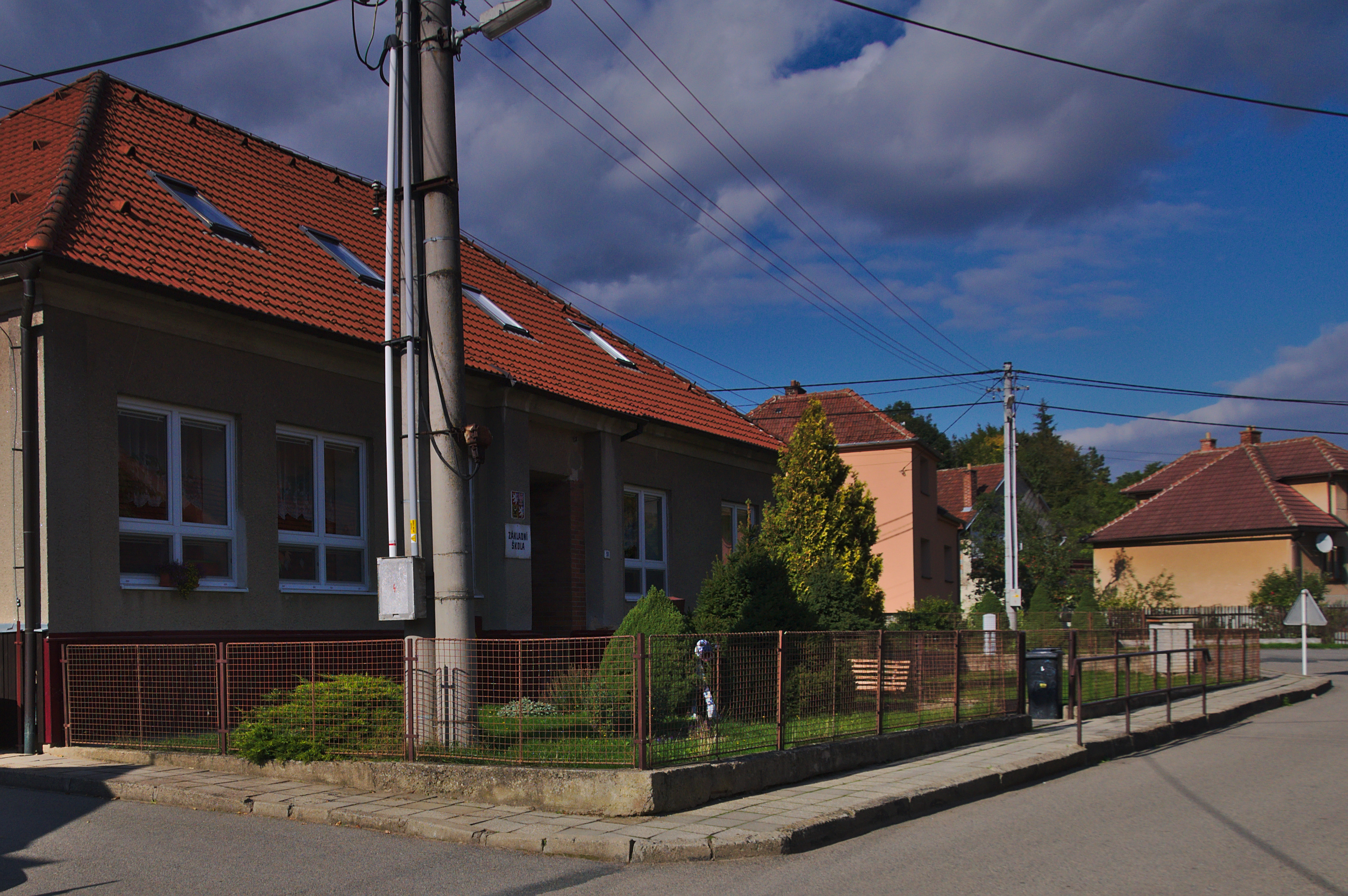
Základní škola
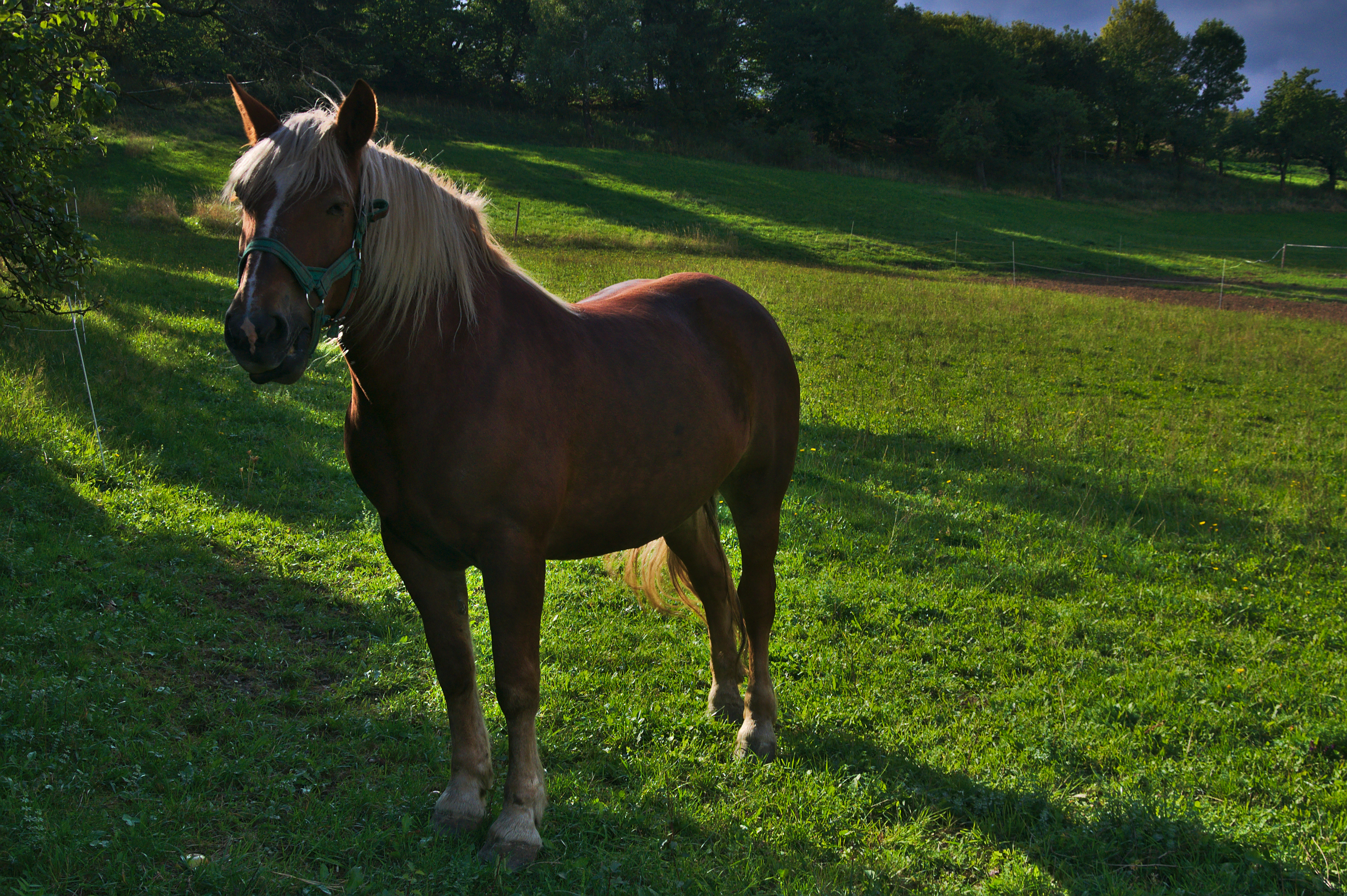
Chov koní u vesnice